# Blue Falcon e Cane Prodigio
Blue Falcon e Cane Prodigio (Dynomutt, Dog Wonder), noto anche come L'invincibile Blue Falcon o Blue Falcon, è una serie televisiva animata statunitense del 1976, creata da Joe Ruby e Ken Spears e prodotta dalla Hanna-Barbera Productions.
La serie è incentrata su un supereroe chiamato Blue Falcon e il suo assistente Cane Prodigio, un cane robotico dal forte atteggiamento, che riesce a produrre un numero apparentemente infinito di dispositivi meccanici dal suo corpo.
Trasmessa il sabato mattina, inizialmente funzionava come segmento di mezz'ora di The Scooby-Doo/Dynomutt Hour e più tardi, in versione estesa, come segmento di un quarto d'ora all'interno de L'olimpiade della risata.
La serie è stata trasmessa per la prima volta negli Stati Uniti su ABC dall'11 settembre 1976 al 1º ottobre 1977, per un totale di 20 episodi ripartiti su due stagioni. In Italia la serie è stata trasmessa sulle televisioni locali dal 19 marzo 1981.

## Episodi

### Prima stagione
| n° | Titolo originale                        | Titolo italiano    | Prima TV USA      | Prima TV Italia |
| -- | --------------------------------------- | ------------------ | ----------------- | --------------- |
| 1  | Everyone Hyde!                          |                    | 11 settembre 1976 |                 |
| 2  | What Now, Lowbrow?                      |                    | 18 settembre 1976 |                 |
| 3  | The Great Brain...Train Robbery         | Attentato al treno | 25 settembre 1976 |                 |
| 4  | The Day And Night Crawler               |                    | 2 ottobre 1976    |                 |
| 5  | The Harbor Robber                       |                    | 9 ottobre 1976    |                 |
| 6  | Sinister Symphony                       |                    | 16 ottobre 1976   |                 |
| 7  | Don't Bug Superthug                     |                    | 23 ottobre 1976   |                 |
| 8  | Factory Recall                          |                    | 30 ottobre 1976   |                 |
| 9  | The Queen Hornet                        |                    | 6 novembre 1976   |                 |
| 10 | The Wizard Of Ooze                      |                    | 13 novembre 1976  |                 |
| 11 | Tin Kong                                |                    | 20 novembre 1976  |                 |
| 12 | The Awful Ordeal With The Head Of Steel |                    | 25 novembre 1976  |                 |
| 13 | The Blue Falcon Vs. The Red Vulture     |                    | 27 novembre 1976  |                 |
| 14 | The Injustice League Of America         |                    | 4 dicembre 1976   |                 |
| 15 | Lighter Than Air Raid                   |                    | 11 dicembre 1976  |                 |
| 16 | The Prophet Profits                     |                    | 18 dicembre 1976  |                 |

### Seconda stagione
| n° | Titolo originale | Titolo italiano | Prima TV USA      | Prima TV Italia |
| -- | ---------------- | --------------- | ----------------- | --------------- |
| 1  | Beastwoman       |                 | 10 settembre 1977 |                 |
| 2  | The Glob         |                 | 17 settembre 1977 |                 |
| 3  | Madame Ape Face  |                 | 24 settembre 1977 |                 |
| 4  | Shadowman        |                 | 1º ottobre 1977   |                 |

## Personaggi e doppiatori
- Blue Falcon, voce originale di Gary Owens, italiana di Guido Sagliocca.
- Cane Prodigio (in originale: Dynomutt), voce originale di Frank Welker, italiana di Roberto Del Giudice.
- Sindaco Gaunt, voce originale di Larry McCormick.
- F.O.C.U.S. Uno, voce originale di Ron Feinberg.